# Władysław Bogucki
Władysław Bogucki (ur. 16 czerwca 1910 w Tarnowie, zm. 19 czerwca 1992 w Krakowie) – polski inżynier, pracownik naukowy, wykładowca, rektor Politechniki Gdańskiej.

## Działalność naukowa i zawodowa
Absolwent Wydziału Inżynierii Lądowej i Wodnej Politechniki Lwowskiej. W ramach praktyki w czasie studiów pracował przy umacnianiu brzegu morskiego Kamiennej Góry w Gdyni oraz przy żelbetowym ogrodzeniu terenów Gdyńskiego portu.
Od 1932 pracował jako starszy asystent w Katedrze Geometrii Wykreślnej, w 1933 – zdał egzamin dyplomowy. 
W 1934 w ramach praktyki budowlanej kierował robotami nawierzchniowymi wjazdu na Wawel, a także końcowymi pracami zakończenia ul. Kornela Ujejskiego w Krakowie.
W latach 1934–1945 pracował na kierowniczych stanowiskach administracyjnych. W marcu 1945 otrzymał prawo wykonywania zawodu cywilnego inż. budownictwa. W tym samym roku przeniósł się do Gdańska, pracując równocześnie na Politechnice Gdańskiej jako adiunkt i wykładowca Katedry Ustrojów Żelaznych i Drewnianych oraz w Biurze Odbudowy Portów jako kierownik działu statystyki (z tego stanowiska zrezygnował w 1947 r.)
W czerwcu 1946 uzyskał tytuł doktora na podstawie pracy pt. Rozwiązanie płaskich układów ramowych za pomocą punktów głównych. 
W grudniu 1948 stworzył w Gdańsku Biuro Projektów Budownictwa Morskiego, w którym był kierownikiem działu weryfikacji (do 1949 r.). Od 1948 roku należał do PZPR.
Pracując na Politechnice Gdańskiej kierował Katedrą oraz Zakładem Konstrukcji Budowlanych i Mostowych, W 1950 r. nominowany na prof. nadzwyczajnego, w latach 1950–1954 i 1958–1962 pełnił funkcje dziekana Wydziału Inżynierii Lądowej i Wodnej. W 1966 r. mianowano go prof. zwyczajnym, w latach 1966–1968 był rektorem PG. W marcu 1968 roku bronił autonomii uczelni. 
Na politechnice pełnił wiele funkcji – m.in. przewodniczącego komisji dyscyplinarnej i weryfikacyjno-egzaminacyjnej. Jako rektor PG doprowadził do budowy pływalni oraz skrzydła B Gmachu Głównego PG. Był również organizatorem i kierownikiem Akademickiego Klubu Morskiego. Jego Zakład Konstrukcji Stalowych pierwszy w kraju zorganizował pracownię tensometryczną i badań nieniszczących.
W latach 1956–1957 był przewodniczącym Rady Miejscowej Związku Nauczycielstwa Polskiego (ZNP) na PG, a także przewodniczącym Przyzakładowego Zrzeszenia Budowy Domków Jednorodzinnych, działającego przy ZNP – z myślą o poprawie warunków mieszkaniowych pracowników uczelni.  
Przez 3 lata był członkiem Komitetu Inżynierii PAN, a także przewodniczącym sekcji Gdańskiego Oddziału Komitetu Konstrukcji Metalowych Polskiego Związku Inżynierów i Techników Budownictwa (PZITB).
Odszedł na emeryturę w 1977 roku. Autor 67 publikacji, w tym podręczników.

## Nagrody i odznaczenia
- Złoty Krzyż Zasługi (1954),
- Krzyż Kawalerski (1959) i Krzyż Oficerski Orderu Odrodzenia Polski (1975)
- Nagroda państwowa II stopnia w dziedzinie wyróżniających się podręczników (1966)